# سنتي مورغان
في علم الوراثة، السنتي مورغان (اختصار cM) أو مئوية مورجان أو وحدة الخريطة (m.u.) هي وحدة لقياس الارتباط الجيني. يُعرف بأنه المسافة بين مواضع الكروموسوم (وتسمى أيضًا مواضع أو علامات) التي يُتوقع فيها متوسط عدد التقاطعات الكروموسومية المتوسطة في جيل واحد هو 0.01. غالبًا ما يُستخدم لاستنتاج المسافة على طول الكروموسوم. ومع ذلك، فإنه ليس مسافة فعلية مادية.

## العلاقة بالمسافة المادية
عدد ازواج القواعد التي يتوافق معها تختلف بشكل كبير في جميع أنحاء المجموعة الجينية (تميل مناطق مختلفة من الكروموسومات إلى التقاطع بشكل مختلف) ويعتمد أيضًا على ما إذا كان التقسم الاختزالي الذي يحدث فيه التقاطع جزءًا من تكوين البويضات (تكوين الأمشاج الأنثوية) أو تكوين الحيوانات المنوية (تكوين الأمشاج الذكورية).
يقابل السنتيمورجان حوالي مليون زوج قاعدي في البشر في المتوسط. العلاقة تقريبية فقط، حيث تختلف المسافة الفعلية للكروموسومات المتوافقة مع سنتي مورغان واحد من موقع إلى آخر في الجينوم، بالإضافة إلى اختلافها بين الجنسين؛ حيث إن عمليات التقاطع أثناء تكوين الأمشاج في الإناث تتكرر بشكل أكبر بوضوح من الذكور. حيث قام كونغ وآخرون بحساب أن طول الجينوم الأنثوي يصل إلى 4460 سم، بينما يصل طول الجينوم الذكري إلى 2590 سم فقط. تبلغ متوسط مسافة التقاطع في بلازموديوم فالسيباروم حوالي 15 كيلو بايت لكل مئة؛ فالمواقع المتباعدة بمسافة 15 كيلو بايت من الحمض النووي (15000 نوكليوتيد) تتوقع لها معدل 0.01 لعمليات التقاطع الكروموسومي لكل جيل. يجب ملاحظة أن الجينات غير المرتبطة (الجينات الموجودة على كروموسومات مختلفة) ليست مرتبطة ببعضها بشكل طبيعي ولا تنطبق عليها مسافات سنتي مورغان.

## العلاقة باحتمالية إعادة التركيب
نظرًا لأن إعادة التركيب الجيني بين واسمتين لا يتم اكتشافه إلا إذا كان هناك عدد فردي من عمليات الانتقال الكروموسومية بين الواسمتين ، فإن المسافة في الكائنات المئوية لا تتوافق تمامًا مع احتمال إعادة التركيب الجيني. بافتراض وظيفة خريطة JBS Haldane ، والتي يتم فيها توزيع عدد عمليات الانتقال الكروموسومية وفقًا لتوزيع Poisson ،  ستؤدي المسافة الجينية لـ d centimorgans إلى عدد فردي من عمليات الانتقال الكروموسومية ، وبالتالي إعادة التركيب الجيني القابل للاكتشاف ، مع احتمالا
{\displaystyle \ P({\text{recombination}}|{\text{linkage of }}d{\text{ cM}})=\sum _{k=0}^{\infty }\ P(2k+1{\text{ crossovers}}|{\text{linkage of }}d{\text{ cM}})}
{\displaystyle {}=\sum _{k=0}^{\infty }e^{-d/100}{\frac {(d/100)^{2\,k+1}}{(2\,k+1)!}}=e^{-d/100}\sinh(d/100)={\frac {1-e^{-2d/100}}{2}}\,,}
حيث sinh هي دالة الجيب الزائدية . يبلغ احتمال إعادة التركيب تقريبًا d / 100 للقيم الصغيرة لـ d ويقترب من 50٪ عندما يذهب d إلى اللانهاية.
{\displaystyle d=50\ln \left({\frac {1}{1-2\ P({\text{recombination}})}}\right)\,.}

## علم أصول الكلمات
تم تسمية centimorgan تكريما لعالم الوراثة Thomas Hunt Morgan بواسطة JBS Haldane . ومع ذلك ، نادرًا ما يتم استخدام وحدتها الأم ، مورغان ، اليوم.

## أنظر أيضا
- معدل الطفرة